# Bžany
Bžany es una localidad del distrito de Teplice en la región de Ústí nad Labem, República Checa, con una población estimada a principio del año 2018 de 891 habitantes. 
Se encuentra ubicada en el centro-norte de la región, sobre los montes Metálicos, cerca de la orilla del río Bílina —un afluente izquierdo del río Elba— y del estado alemán de Sajonia.

## Historia
La Conformación actual del pueblo, se produjo gradualmente, En 1960, las aldeas de Bužany, Mošnov, Lhenice se unieron a Bžany y Hradiště. Posteriormente en 1980,  se integraron los municipios: Lysec, Lbín, Pytlíko.